# Vuelo 42 de NOAA
El Vuelo 42 de NOAA  también conocido como el Incidente del NOAA 42 en el Huracán Hugo fue un incidente de aviación ocurrido el viernes 15 de septiembre de 1989 en el epicentro del huracán Hugo. Un avión de reconocimiento meteorológico Lockheed WP-3D Orion, con distintivo de llamada NOAA 42 (Administración Nacional Oceánica y Atmosférica (NOAA) con identificación N42RF), estaba realizando un vuelo de investigación hacia el centro del huracán Hugo de categoría 2-3, pero se encontró con un huracán de categoría 5.  Además, al atravesar el muro del huracán, el motor número 3 del avión falló, lo que provocó que el avión perdiera el control y caerá hacia el océano atlántico, La tripulación logró recuperar el control del avión y salir al tranquilo ojo de la tormenta, tras lo cual el avión ganó altitud, logrando salir huracán Hugo y regresó al aeropuerto. Ninguna de las 16 personas a bordo (15 tripulantes y 1 pasajero) resultó herida.

## Tripulación
La composición de la tripulación NOAA 42 fue la siguiente:
- El comandante del avión (PIC)  es Lowell  Genzlinger.
- Copiloto: Gerry  McKim.
- El navegante es Sean  White.
- Ingeniero de vuelo: Steven  Wade.
- Operador de vuelo: Thomas  Nunn.
- Ingeniero electrónico - Alfred  Goldstein
- Ingeniero electrónico: Terry  Schricker .
- Especialista en radar: Neil  Rain .
- Meteorólogo senior: Jeffrey  Masters .
- El científico principal es Frank  Marks .
- Especialista en radar: Peter  Dodge .
- Especialista en radar: Robert  Burpee .
- Científico del aire y el mar: Peter G. Black (inglés: Peter G. Black).
- Especialista en sondas de caída: Hugh  Willoughby .
- Observador: James  McFadden .
- A bordo del avión también iba una pasajera, la reportera Janice Griffith del periódico Barbados Sun.

## Incidente

### Ruta al huracán

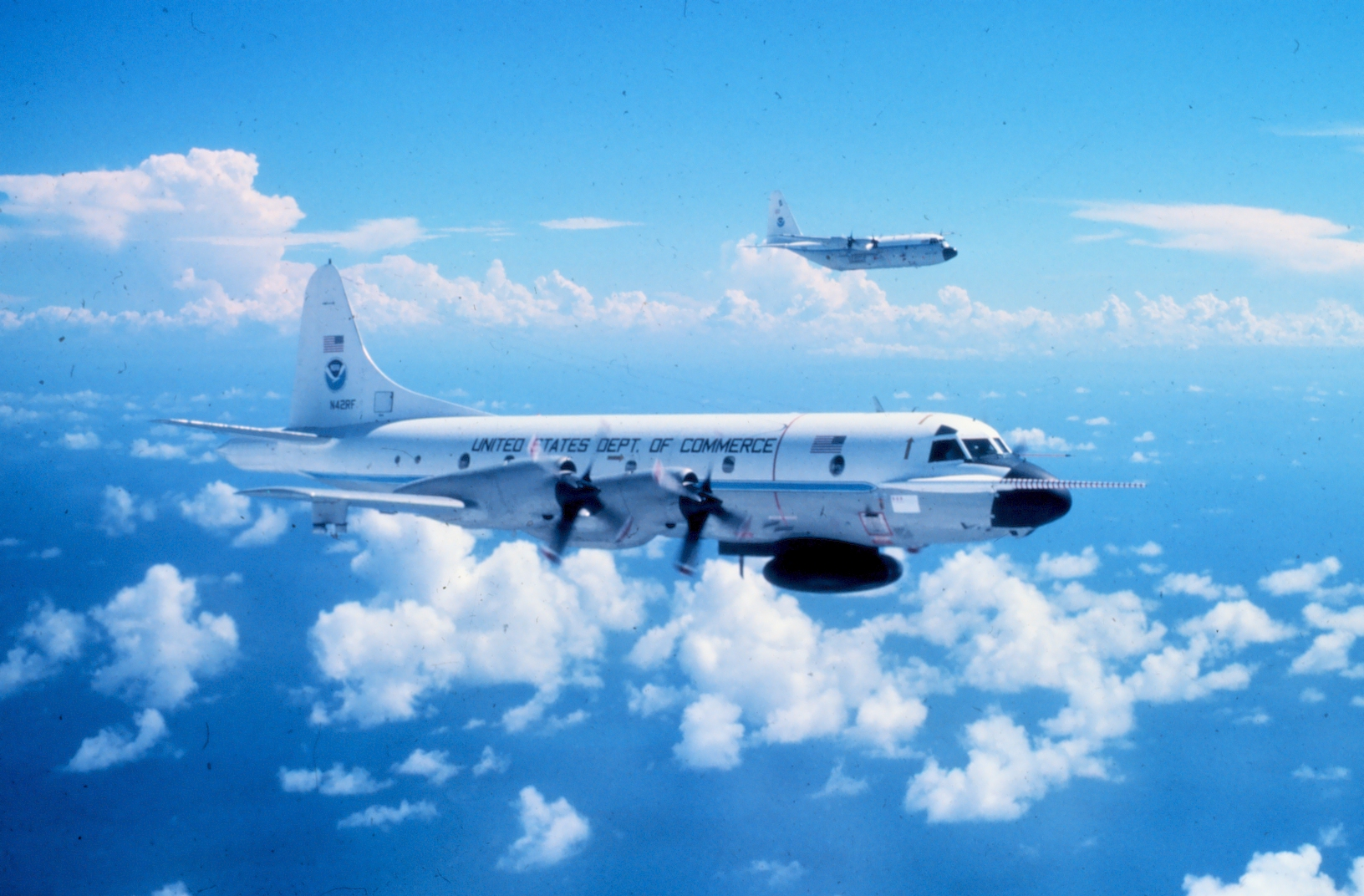
El vuelo N42RF (NOAA 42) en vuelo

Un Lockheed WP-3D Orion con indentificacion N42RF y código de llamada  NOAA 42  bautizado como Kermit (en honor a Kermit the Frog, las propias tripulaciones llamaron al avión Princess ) realizó un vuelo de investigación para estudiar el huracán Hugo, y a bordo había diferentes científicos y de navegación, de instrumentos, incluidos tres controladores de  radares y tres de  ordenadores. El huracán Hugo se formó el 10 de septiembre frente a la costa occidental de África y se movía hacia el oeste, hacia las islas del Caribe y la costa este de los Estados Unidos, y en la escala de huracanes era aproximadamente de categoría 2 llegando a 3. Según el plan de vuelo, se desplegaron dos aeronaves un C-130 Hércules identificado como N43RF debía estar en el perímetro del huracán y inspeccionar el entorno a su alrededor, mientras que el N42RF debía penetrar directamente en el Ojo de huracán del huracán. En este caso, la penetración en el huracán tuvo que realizarse a una altitud de 460 metros. A las 15:55. Aquí y debajo se indica Hora media de Greenwich la tripulación puso en marcha los motores, y a las 16:13 despegaron del aeropuerto Grantley Adams en Barbados.
A las 16:23 el avión alcanzó una altitud de vuelo de 2900 metros y los meteorólogos pronto vieron una imagen del huracán en sus localizadores. A continuación, la tripulación fijó el rumbo 070° y comenzó a prepararse para el descenso, cuando a las 16:30 la pantalla del radar meteorológico inferior se apagó repentinamente y el ingeniero electrónico Goldstein informó de un fallo en el radar inferior. Los ingenieros electrónicos Goldstein y Schricker comenzaron a reparar el radar meteorológico descendente, pero también tuvieron que retirar las placas del radar Doppler trasero. Sólo el radar frontal permaneció en servicio, pero su alcance era relativamente pequeño. En tales condiciones, era imposible volar a través de un huracán, por lo que la tripulación se vio obligada a dar vueltas cerca de Hugo, esperando que se completaran las reparaciones. Mientras tanto, los meteorólogos pudieron observar más de cerca el huracán. Se trataba de un potente ciclón de unos 643 kilómetros de diámetro, con simetría pronunciada y dos ramas, y en su centro se encontraba un ojo de 19 kilómetros de diámetro. Los vientos del huracán alcanzaron los 240 km/h y la presión central fue de 950 mbar, lo que correspondía a un huracán de categoría 3, según las estimaciones realizadas esa mañana. Pero ahora, en la pantalla del radar Doppler, los meteorólogos observaron un denso anillo de colores naranja y rojo brillante alrededor del ojo, lo que indica un ciclón muy poderoso. El equipo meteorológico en el avión estimó que Hugo tenía aproximadamente la misma fuerza que el huracán Gabriel, que fue una semana anterior de Categoría 4.
A las 16:55 el radar inferior volvió a funcionar. A continuación, los meteorólogos discutieron con el comandante Genzlinger la cuestión de la altura de entrada del huracán. El Piloto pretendía descender sólo a 1.500 metros, pero los científicos lograron convencerlo de que una altitud de 460 metros no sería tan peligrosa, ya que la entrada al huracán Gabriel de categoría 4 se realizó a la misma altitud y salió bien. Pero si la turbulencia es extremadamente fuerte, aún tendrás que ascender a 1500 metros. A las 17:01 el avión bajó el morro y comenzó a descender a una velocidad vertical de 300 m/min hacia una oscura pared de nubes, y a las 17:05 alcanzó una altitud de 460 metros. La velocidad del viento al final del descenso era de 74 a 92 km/h, a una altitud de 460 metros alcanzó los 157 km/h y rápidamente se hizo de noche. Luego, después de un par de minutos la turbulencia cesó y se hizo más ligera a medida que el avión emergía de la espiral del huracán. El radar meteorológico mostró la presencia de una zona alrededor del "ojo" en forma de un anillo rojo brillante, y delante de él también había áreas de color naranja y rojo brillante. El meteorólogo Masters casi dio la orden de elevarse a 1524 metros, pero después de tres minutos vio que la velocidad del viento era de solo 111 km/h, por lo que finalmente decidió dirigirse al centro del huracán a una altitud de 460 metros. Posteriormente, Masters calificaría su decisión como “un error estúpido”.

### A través del huracán

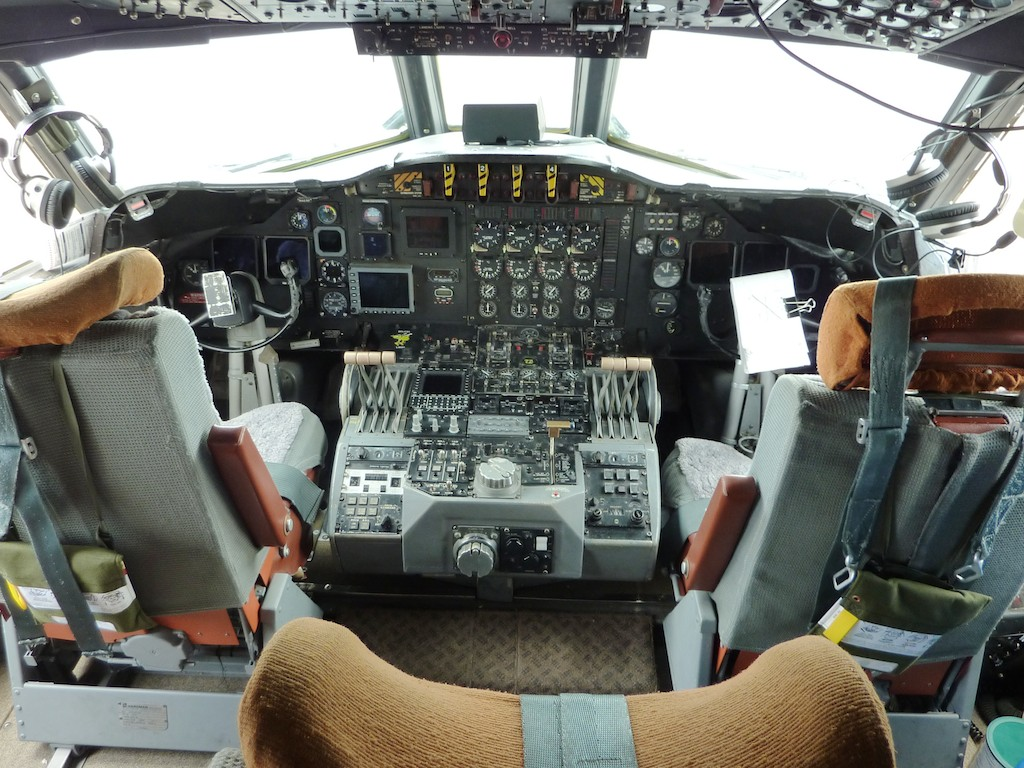
Cabina del NOAA 42

Después de un breve Patrón de espera, el NOAA 42 voló hacia la pared de nubes alrededor del ojo. Al ingresar el clima soleado cambio rápidamente, las turbulencias aumentaron y la presión disminuyó. El avión que volaba bajo la fuerte lluvia comenzó a lanzarse de un lado a otro y las puntas de sus alas oscilaban con una envergadura de hasta varios metros. La velocidad del viento alcanzó los 250 km/h y la presión fue de 960 mbar, lo que corresponde a un huracán de categoría 4. Si bien los primeros dos tercios del camino hacia el centro del huracán todavía eran relativamente normales, el comandante describió más tarde el camino restante como “como si se hubiera desatado el infierno”. Como las turbulencias seguían intensificándose, se tomó la tardía decisión de ascender a una altitud de 1.524 metros. Sin embargo, la turbulencia ya era tan grande que el Capitán no podía controlar el avión solo, por lo que el copiloto acudió en su rescate y ambos pusieron los motores a máxima potencia. Sin embargo, incluso juntos, los pilotos no pudieron superar al fuerte viento del huracán y se concentraron en mantener la altitud y, manteniendo el rumbo correcto, volar hacia el centro del huracán. Poco más de un minuto después, la velocidad del viento alcanzó los 287 km/h y siguió aumentando, y la presión bajó a 950 mbar y también sigue disminuyendo, es decir, el huracán Hugo es en realidad casi de categoría 5
A las 17:27, según los registradores de vuelo, con un rumbo de 014° se registró el viento cruzado máximo: 324 km/h. Después de 5 segundos, ya siguiendo un rumbo de 27° a una altitud real de 405 metros, el avión cayó en una corriente de aire descendente cuya velocidad alcanza los 35 km/h, y a las 17:27:56 fue disipado por un ya asciende flujo de aire a una velocidad de 38 km/h. Los meteorólogos a bordo registraron vientos constantes de 343 km/h, ráfagas de 363 km/h y una presión de 930 mbar. El huracán Hugo culminó como huracán de categoría 5. El NOAA 42 se encontró por primera vez con un ciclón tan potente y sólo su fuerte estructura evitó que se desintegrará en el aire.
Habiendo bajado el morro en un ángulo de 13°, el avión comenzó a descender a las 17:28 y alcanzó una velocidad de 535 km/h, y a las 17:28 a una altitud de 277 metros comenzó a entrar en giro a la derecha.  Poco a poco comenzó a iluminarse, lo que indicaba que estaba cerca del ojo, pero luego de repente se oscureció, tras lo cual se produjo un shock que provocó una sobrecarga triple y luego otra, mientras varios equipos se rompían y quedaban tirados en la cabina de pasajeros, el tercer golpe, con una sobrecarga seis veces mayor, sacudió todo el avión. Al mismo tiempo, en la cabina, la tripulación vio por los instrumentos que había un incendio en el motor número 3, y en la cabina, a través de las ventanas, apareció un largo flujo de aire de fuego de unos 9 metros de largo desde el motor. Más tarde se determinó que la temperatura en el motor alcanzaba los 1260 °C, luego a las 17:28 se apaga el motor. La tripulación casi no tenía control sobre el avión, que rápidamente comenzó a girar hacia la derecha. Luego, aproximadamente a las 17:29, las turbulencias cesaron abruptamente: a 270 metros sobre el agua y en una empinada orilla derecha, el NOAA 42 finalmente alcanzó el tranquilo epicentro del huracán Hugo.

### Adentro del ojo del Huracán

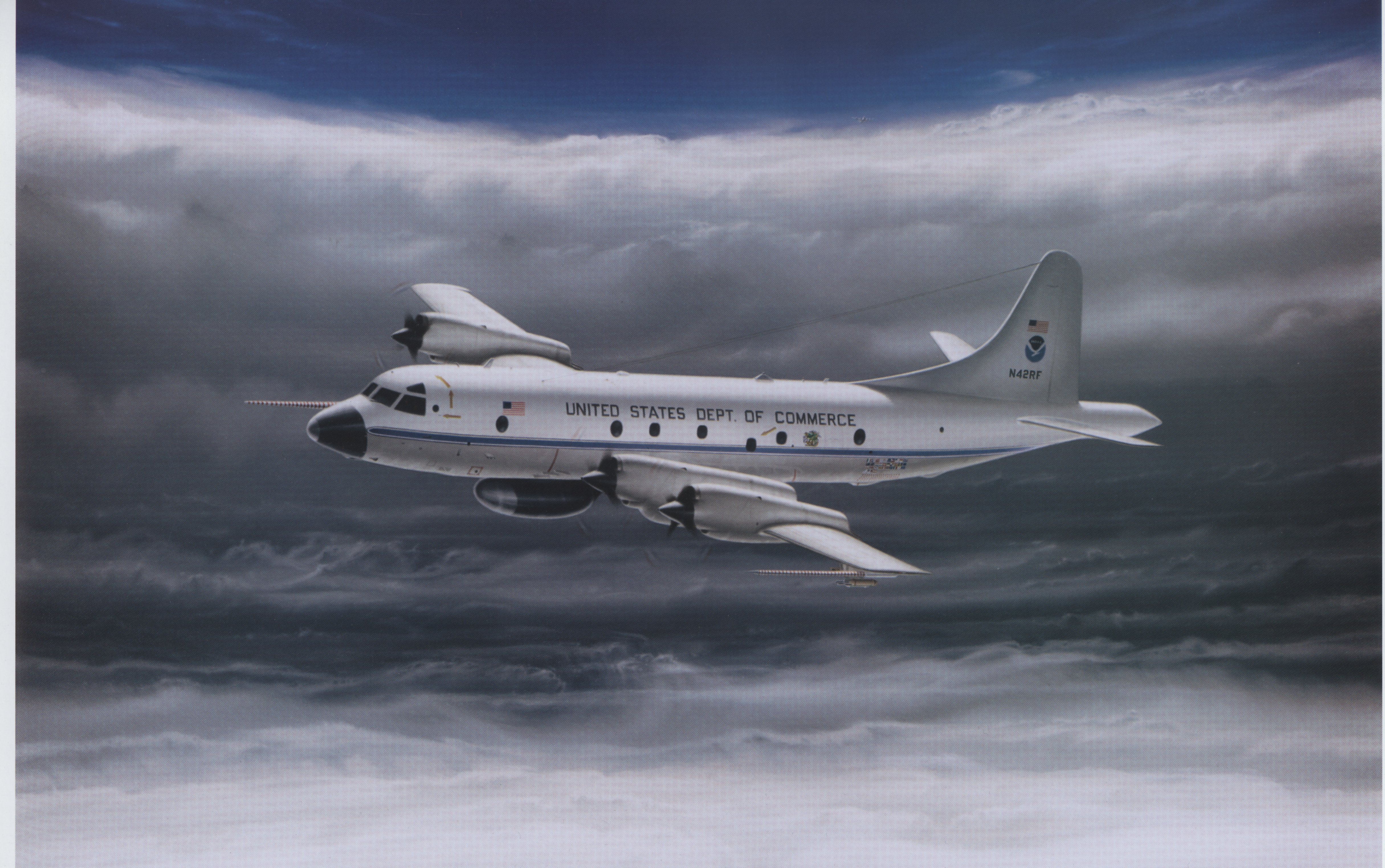
El NOAA 42 en el epicentro del huracán Hugo

Al salir de las nubes, los pilotos inmediatamente avisaron a la cabina que el motor número 3 del avión había fallado, y en el motor número 4 había algo parecido a un trozo de tela de unos 2 metros largo. El avión todavía estaba en el margen derecha y no volaba hacia el centro del huracán, sino hacia la derecha. Luego, los pilotos realizaron un giro a la izquierda, volando peligrosamente cerca de las nubes, tras lo cual el avión comenzó a dar vueltas dentro del ojo del huracán, ganando altura gradualmente. Minutos después el NOAA 42 hizo una llamada de emergencia al NOAA 43 notificando que desecharían combustible y al cual el NOAA 43 autorizó la orden:
Gracias, Dave. Ahora desecharemos el combustible, por lo que esta será nuestra última sesión de comunicación durante los próximos 15 minutos. Te llamaremos cuando hayamos terminado. Por favor notifique a Miami de nuestra situación, Cuatro dos.
"Fin de la conexión"
Entonces NOAA 43 respondió:
Estamos intentando llegar al ojo en busca de ayuda y también alertarían al C-130 Hércules, que está más cerca del epicentro.
NOAA 42 respondió.
NOAA 42, aquí Dave, no podemos hablar en este momento, tenemos una grave emergencia a bordo, el motor 3 fallo sólo tenemos tres motores a la vista y el motor 4 está en mínimos, estamos  preparando para desechar el combustible.

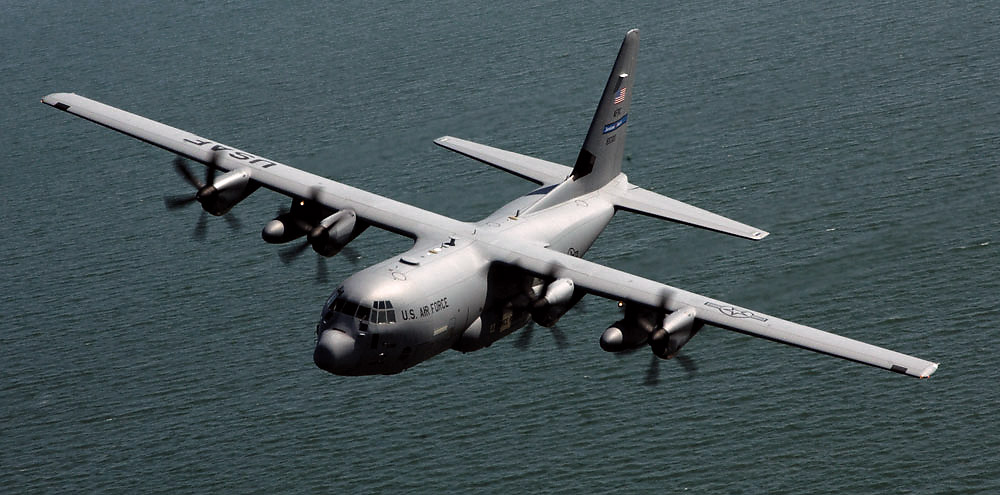
Un C-130 equipado con tecnología de radar

El sensor de temperatura del motor nº 4 estaba en la zona roja, por lo que la tripulación estaba justificadamente preocupada de que fallara. Para ganar altitud más rápidamente, se decidió reducir el peso del avión. Como había 22.769 kilogramos de combustible de aviación a bordo, la tripulación decidió drenar 6.803 kilogramos, mientras apagaba todos los componentes electrónicos a bordo para eliminar el riesgo de que se formara una chispa que pudiera encender el combustible que se derramaba. También se lanzaron desde el avión las 22 sondas autónomas con batitermógrafos que pesaban unos 300 kilogramos. Después de apagar todos los dispositivos en la cabina, los tripulantes comenzaron a asegurar nuevamente los objetos caídos. Cuando se agotó la cantidad requerida de combustible, la tripulación volvió a encender el equipo de navegación y el de  reconocimiento C-130 (distintivo de llamada - TEAL 57) los contactó de inmediato. Su tripulación informó que estaban al tanto de los problemas del avión meteorológico y que intentarían pasar hacia el huracán desde el lado occidental a una altitud de unos 3 kilómetros. En respuesta, NOAA 42 solicitó que el avión militar descendiera después de entrar en el ojo e inspeccionara su cuarto motor en busca de daños. Cinco minutos después, TEAL 57 informó haber entrado en el ojo del huracán y solicitó a NOAA 42 su ubicación. Maniobrando en el centro de un huracán de máxima categoría, ambos aviones se acercaron a una distancia de unos 300 metros. Luego TEAL 57 transmitió: NOAA 42, tenemos una buena vista de su parte superior, incluido el cuarto motor.  No vemos ningún daño visible, excepto que la capa antihielo del cuarto motor parece estar rota y colgando. Si quieres, haremos otra aproximación, pero esta vez por debajo de ti, para inspeccionar la parte inferior de tu avión. La respuesta del NOAA 42 fue sí. Unos minutos más tarde,  El C-130 Hércules ya estaba bajo del NOAA 42, tras lo cual informó: NOAA 42, esta vez no vemos ningún daño, intentaremos salir del ojo por su pared este y veremos qué difícil te resulta. Seguiremos intentándolo hasta que encontremos una ruta segura para ti. A esto se les respondió: Entendido, TEAL 57, muchas gracias.

### Saliendo del Ojo del Huracán y posterior aterrizaje

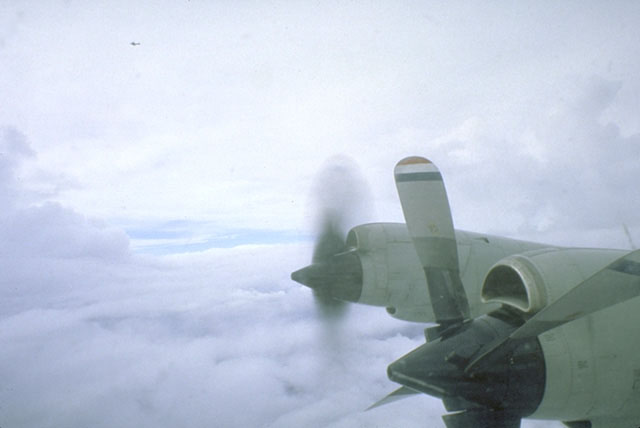
El motor N° 3 del NOAA 42 en modo de apagado de emergencia

Circulando dentro del huracán, NOAA 42 se elevó a una altitud de 2133 metros, ya que al volar con tres motores, un mayor ascenso podría conducir a sobrecalentamiento de los motores y su negativa. Luego fueron contactados por David "Dave" Turner el comandante de la tripulación que los seguiría a través del huracán, TEAL 57, y que también estaban  saliendo del huracán a una altitud de 4572. A esto, NOAA 42 respondió que todavía tenían miedo de elevarse por encima de los 2133 metros y que un avión militar ya estaba seleccionando una salida relativamente segura para ellos a esta altitud. Luego NOAA 43 informó que monitorearían la situación mientras permanecían a 4572 metros. Unos minutos más tarde, TEAL 57 informó que la salida por el muro sur era insegura, al igual que la oriental. Unos minutos más tarde, se informó que la salida por el muro noreste era relativamente segura. La pantalla del radar también indicó que había un cierto debilitamiento en los vientos al noreste del ojo de Hugo. El comandante confirmó la recepción de la información e informó a la tripulación NOAA 42, que  habían entrado en el ojo del huracán a una altitud de 4600 metros en el lado occidental .
A las 18:25, siguiendo un rumbo de 060° a una altitud de 2200 metros y con tres de cuatro motores, el NOAA 42 Ingresó por el norte de la pared oriental del huracán. El copiloto controlaba el avión, después de unos segundos el NOAA 42  cayó bajo una fuerte lluvia, la velocidad del viento alcanzó los 314 km/h y, en caso de ráfagas, incluso 351 km/h. Los motores rugieron mientras la tripulación luchaba contra la creciente corriente de aire. Pero a diferencia de la entrada del huracán, esta vez no hubo golpes fuertes y al cabo de medio minuto la velocidad del viento bajó a 277 km/h y las turbulencias disminuyeron. Los radares meteorológicos ahora sólo mostraban zonas amarillas y verdes alrededor. Después de un minuto, la turbulencia casi se detuvo y luego apareció el sol. Una hora después de que comenzara a desarrollarse la catastrófica situación, el avión finalmente salió del huracán. El C-130 preguntó si se necesitaba ayuda adicional, pero la respuesta fue negativa. A las 18:43, el NOAA 42 ascendió a una altitud de 3200 metros y se dirigió hacia Barbados, donde aterrizó de forma segura a las 20:21:30.
Un mes después de la inspección y reparación del motor N°3, el avión regresó a Florida.
El huracán Hugo pronto tocó tierra en el Caribe, y luego la Costa Este de Estados Unidos. Aunque en ese momento se había debilitado a Categoría 4, Hugo mató a más de 100 personas y el daño total fue de  $ 9 000 000 000, convirtiéndolo en el huracán más caro y destructivo de 1989, más destructivo hasta la fecha.

## Causa
Los investigadores de la Junta Nacional de Seguridad en el Transporte (NTSB) llegaron al Aeropuerto Internacional Grantley Adams, Bridgetown, Barbados. Como se estableció,  el radar meteorológico inferior funcionó y su alcance permitió ver una parte importante del huracán, el monitor de este radar era blanco y negro, es decir, en esta situación inútil, ya que era imposible determinar el color de las zonas individuales. El radar frontal, a su vez, tenía un monitor en color, pero el radio de acción era bastante pequeño. Debido a esto, la tripulación del NOAA 42 no pudo determinar correctamente la fuerza del huracán y, por lo tanto, la entrada a Hugo se produjo a una altitud de solo 457 metros, con incluso en rutas peligrosas.
La causa del incendio del motor fue una falla del sensor de combustible, lo que provocó un exceso de combustible en el motor, que luego se encendió. Como mostraron las inspecciones militares del Lockheed P-3 Orion, este era un inconveniente común de estos aviones. El hecho de que el incendio del motor se produjera durante un vuelo peligroso a través de un huracán resultó ser simplemente un accidente fatal. Aunque en defensa del diseño de la aeronave cabe destacar su gran resistencia, ya que al atravesar un huracán de categoría 5 con sobrecargas e incluso 6 veces la integridad estructural no se vio comprometida.

## Después del incidente

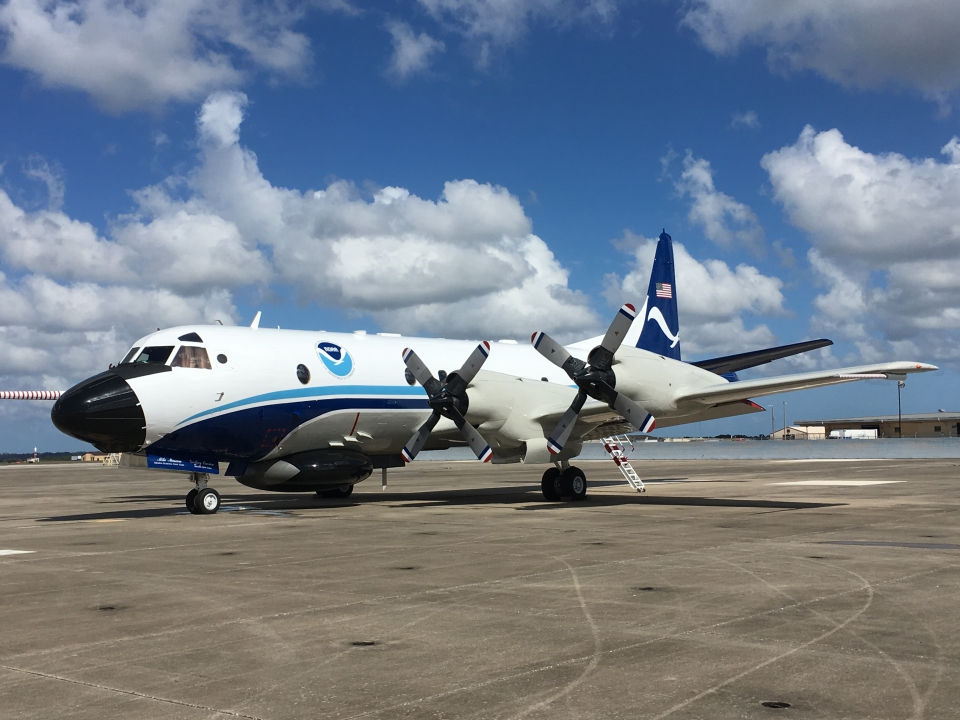
El NOAA 42 en 2016

La aeronave NOAA 42 fue reparada después del incidente y continúa realizando vuelos de investigación a los centros de huracanes.